# Massacre de Pinsk
Le massacre de Pinsk, parfois dénommé le pogrom de Pinsk, est le nom donné au meurtre de trente-cinq résidents juifs de Pinsk — aujourd'hui en Biélorussie —, pris en otages par l'armée polonaise après la prise de la ville en avril 1919, durant les premières phases de la guerre russo-polonaise (1920). Les Juifs sont arrêtés au cours d'une réunion. L'officier polonais responsable ayant ouï-dire que la réunion était un meeting bolchéviques, ordonne l'exécution des suspects sans procès. Sa décision est défendue par ses supérieurs hiérarchiques dans l'armée polonaise, mais est amplement condamnée par l'opinion publique internationale.

## Déroulement
Le 5 avril 1919, alors que l'armée polonaise occupe Pinsk, de soixante-quinze à cent résidents juifs de la ville, se réunissent au centre sioniste local pour discuter de la répartition de l'aide américaine reçue,,. La réunion avait au préalable été officiellement approuvée par les autorités militaires polonaises,. Le major Aleksander Norbut-Luczynski, ayant été informé qu'une réunion de présumés bolchéviques se tenait pour fomenter une révolte armée à Pinsk, fait arrêter et exécuter 35 hommes assistant à la réunion sans conduire aucune investigation,. Selon certaines sources, Luczynski aurait voulu faire un exemple, espérant ainsi dissuader toute agitation possible.
Dans l'heure qui suit l'arrestation; trente-cinq,, détenus sont abattus par les soldats polonais contre le mur de la cathédrale de la ville. Les hommes et les femmes qui ne sont pas exécutés, sont dévêtus et battus brutalement,,. Le matin suivant, trois des victimes découvertes gisantes mais en vie, sont tuées par les soldats.
Les rapports initiaux sur le massacre, qui reflètent les positions polonaises que les victimes tuées étaient des conspirateurs bolchéviques, sont fondés sur le récit donné par un investigateur américain, Franciszek (Francis) Fronczak, qui était arrivé en Europe en mai 1918, avec la permission de Département d'État des États-Unis. Fronczak est un des dirigeants du Wydział Narodowy Polski (Bureau National Polonais en Amérique) et un ancien commissaire de santé de la ville de Buffalo (État de New York), qui s'est faussement fait passer auprès des autorités locales pour un lieutenant-colonel de l'armée américaine enquêtant sur les conditions sanitaires locales. Fronczak est membre du parti de Roman Dmowski, le Comité national polonais, dans lequel il dirige le Département d'action sociale publique. Fronczak, bien que n'étant pas un témoin direct, accepte la version de Luczynski, qui prétend que la réunion pour la distribution de l'aide américaine, n'était en fait qu'une réunion où les bolchéviques conspiraient pour obtenir des armes et pour assassiner la petite garnison de Pinsk, et que lui-même avait entendu des tirs en provenance de la salle de réunion juive sur les troupes polonaises. Fronczak affirme aussi avoir entendu une confession d'un des Juifs mortellement blessés quand il était arrivé sur la place où se déroulait l'exécution. Les premiers rapports télégraphiques du massacre, ainsi que le rapport de l'armée polonaise qui disculpe les autorités locales et qui stigmatise les victimes juives, sont fondés essentiellement sur le témoignage de Fronczak,.
Malgré les tentatives des autorités polonaises de dissimuler l'histoire du massacre, les récits du massacre publiés dans la presse internationale vont causer un scandale qui aura de profondes répercussions à l'étranger,.
La version des évènements, rapportée de source juive, est fondée sur le récit de Barnet Zuckerman, un représentant de l'American Jewish Joint Distribution Committee, connu comme un ardent nationaliste juif. Il était chargé de remettre l'aide sociale au comité qui discutait du moyen le plus approprié de le distribuer. Il n'est pas présent à Pinsk lors des exécutions, mais dès qu'il apprend ce qui s'est passé, il se rend à Varsovie pour publier sa version des évènements : « un massacre de civils innocents ».
L'historien britannique Norman Davies s'interroge de savoir si la réunion avait bien été explicitement autorisée, et note que « la nature de la réunion illégale, décrite selon les sources soit comme cellule bolchévique, soit comme une assemblée de la société coopérative locale, soit comme une réunion du Comité pour l'aide américaine, n'a jamais été clarifiée ». L'historien américain Richard Lukas décrit le massacre de Pinsk comme « une exécution de trente-cinq bolchéviques infiltrés…justifiée aux yeux des investigateurs américains ».
David Engel, historien et professeur d'histoire de la Shoah et d'études juives à l'Université de New York, note que le rapport Morgenthau, compte-rendu de l'investigation réalisée  par la commission américaine et anglaise conduite par Henry Morgenthau senior, Homer H. Johnson, le général de brigade Edgar Jadwin et du côté anglais par Sir Stuart M. Samuel sur le massacre de Pinsk et sur d'autres massacres perpétrés par les troupes polonaises, contredit les thèses présentées par Davies et Lukas. Sur le massacre de Pinsk, le rapport s'oppose aux déclarations des autorités polonaises qui affirment que la réunion était de nature bolchévique :
« Nous sommes convaincus qu'aucun argument de nature bolchévique n'a été exprimé lors de la réunion en question. Bien que nous reconnaissons que certaines informations faisant état d'activités bolchéviques à Pinsk ont été rapportées par deux soldats juifs, nous sommes convaincus que le major Luczynski, commandant de la ville, a montré un empressement répréhensible et frivole à faire confiance à de telles assertions non vérifiées, et que sur des bases insuffisantes, il a réagi drastiquement et de façon inexcusable à l'encontre de citoyens honorables dont le caractère loyal aurait pu être établi immédiatement en se renseignant auprès de n'importe quel citoyen non-juif honnête. »
La commission mentionne aussi dans son rapport que les allégations officielles exprimées par le général  Antoni Listowski, commandant du détachement polonais, indiquant que les troupes polonaises avaient été attaquées sont « vides de tout fondement ».
Quelques jours plus tard, la population juive est condamnée par les autorités militaires polonaises à payer une amende de 100 000 marks, dont le montant correspond, curieusement, exactement à la somme reçue par le comité d'aide juste avant le massacre.

## Réactions

### Au sein de l'armée polonaise
Le général Antoni Listowski commandant du détachement polonais prétend que le rassemblement était un meeting bolchévique et que la population juive a attaqué les troupes polonaises. La tension générale provoquée par la campagne militaire est aussi mise en avant comme justification du crime.
L'armée polonaise refuse aux enquêteurs l'accès aux documents, et les soldats et officiers ne seront jamais poursuivis. Le major Łuczyńsk n'est inculpé d'aucune faute. Il est transféré et promu au grade de colonel en 1919, puis de général en 1924.
Les évènements sont critiqués au Sejm, la Diète polonaise, mais les représentants des forces armées polonaises nient toute faute.

### Réactions internationales
Dans la presse occidentale de l'époque, le massacre est dénoncé comme le « pogrom polonais de Pinsk », et attire l'attention d'une opinion publique plus importante. À la demande des autorités polonaises, adressée au président Woodrow Wilson, une mission américaine est envoyée en Pologne pour enquêter sur la nature des prétendues atrocités. La mission conduite par le diplomate américain Henry Morgenthau senior, publie le 8 octobre 1919 le Rapport  Morgenthau.
D'après les conclusions de cette commission, un total de 300 Juifs ont perdu leur vie dans ce massacre et des massacres additionnels. La commission critique sévèrement les actions du major Łuczyński et de ses supérieurs concernant le traitement des évènements de Pinsk
Morgenthau  raconte plus tard le massacre dans son autobiographie : 
« Qui étaient ces trente-cinq victimes? C'étaient les dirigeants de la communauté juive locale, le responsable spirituel et moral des 5 000 Juifs d'une ville dont quatre-vingt-cinq pour cent de la population est juive, les organisateurs de l'aide sociale, les directeurs des hôpitaux, les amis des pauvres. Et cependant, pour cet officier incroyablement brutal et même plus, incroyablement stupide, qui ordonna leur exécution, ils n'étaient que des Juifs. »

### Commémoration
En 1926, le kibboutz Gevat est fondé en Palestine  alors sous mandat britannique, par des émigrants de Pinsk à la mémoire des victimes du massacre de Pinsk.